# Dell Mini 5

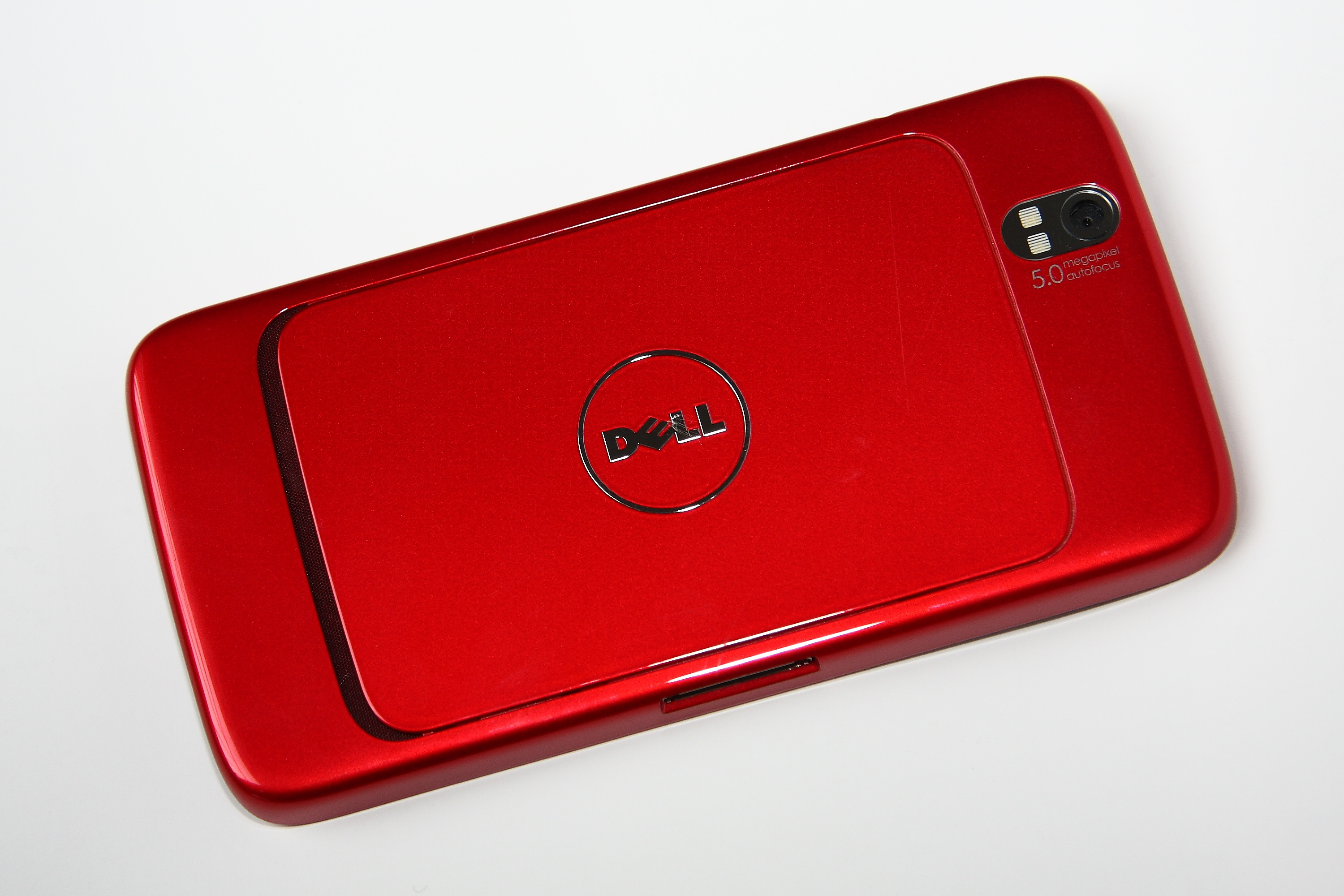
Streak 5, vista trasera

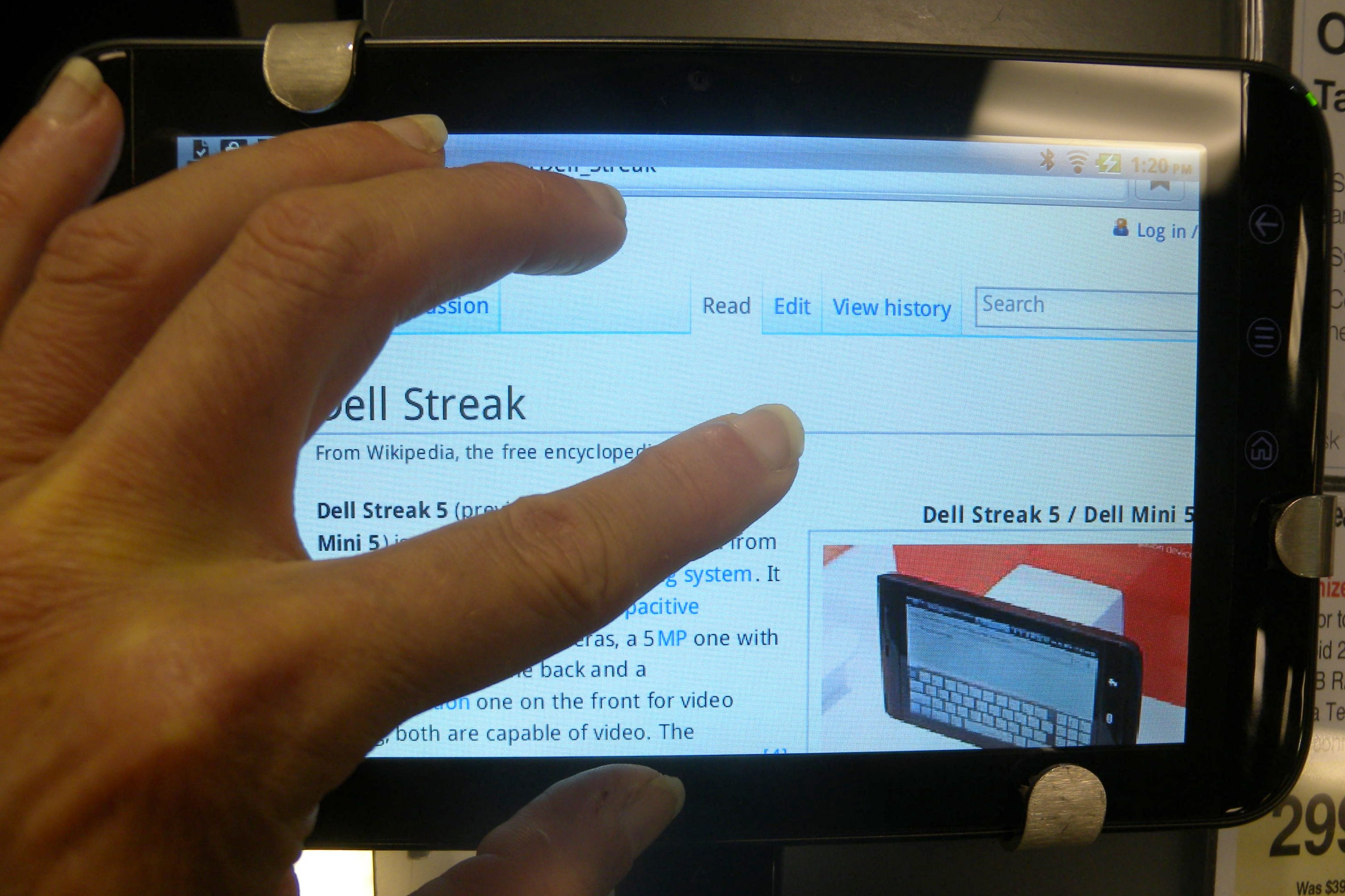
Streak 7

Dell Streak 5  (anteriormente conocido como Dell Mini 5; DELL Streak Softbank 001DL en Japón ) es un híbrido de teléfono inteligente/tableta ("phablet") de Dell que utiliza el sistema operativo Android. Viene con una pantalla táctil capacitiva de 5 pulgadas (12,7 cm) y dos cámaras, una de 5 MP con doble flash LED  en la parte posterior y una de resolución VGA en la parte frontal para videollamadas; ambos son capaces de video. El desarrollo se dio a conocer por primera vez en junio de 2009 y en octubre de 2009 se supo que la tableta era capaz de hacer llamadas telefónicas 3G. Dell presumiría de su dispositivo durante el Mobile World Congress de febrero de 2010 y lanzado el 25 de mayo de 2010. En España fue importado por Expansys a un precio de 529,77 Euros  (448,96 Sin IVA)
Los tres botones en la parte inferior (o a la derecha, cuando se mantienen en su modo horizontal normal) son capacitivos. Los botones de Android utilizados son Inicio (Home), Menú (≣ Menú) y Atrás (Back). Cuenta con una cubierta de Dell en la parte superior y tiene un adaptador de cuna con salida HDMI. El teléfono carece del trackball de navegación que se encuentra en muchos dispositivos Android anteriores. Si bien el soporte de radio FM no es una característica oficial, se encontró un chip de radio FM al inspeccionar el hardware interno de Streak y se puede acceder a través de la modificación del sistema operativo por parte del usuario. Las versiones lanzadas anteriormente tenían instalado Android 1.6, y Dell ofreció Streaks desbloqueados con Android Froyo 2.2 en diciembre de 2010.
Los clientes de la red de telefonía móvil O2 (Reino Unido) tuvieron la oportunidad de instalar Android 2.1 a principios de septiembre de 2010 a través de una actualización Over the Air. Esta actualización, sin embargo, causó un gran revuelo entre los consumidores por los errores y la eliminación de algunas funciones del software anterior.
Se anunció una versión de siete pulgadas del Streak en el Consumer Electronics Show en enero de 2011. The Wall Street Journal lo revisó desfavorablemente en febrero. Un modelo de diez pulgadas del que se rumoreaba desde hace mucho tiempo salió a la venta en agosto en China.
Tras las protestas de los usuarios de que Dell, al no incluir el código fuente, había violado los términos de la GNU General Public License, el código fuente de Dell Streak ya está disponible para su descarga.
Existe un método root para Dell Streak y hay muchas ROM disponibles, incluidas iteraciones de la ROM CyanogenMod. Estos están disponibles en el sitio web de xda-developers junto con otras ROMS.
Dell descontinuó el Streak 5 el 15 de agosto de 2011. Los clientes que intentaron comprar el dispositivo fueron dirigidos a una página de destino "Good Bye, Streak 5". El Streak 7 más grande se suspendió el 2 de diciembre de 2011; Dell continúa vendiendo una tableta de 10 pulgadas en China.

## Recepción
El Streak 7 recibió una reacción tibia de un revisor debido a su mala visualización y errores/fallas de software en el lanzamiento. El Streak se consideraba voluminoso, y el Android Froyo 2.2 que ejecutaba estaba más orientado a teléfonos inteligentes que a tabletas. Si bien casi todas las tabletas lanzadas en 2011 no lograron ganar mucha participación de mercado frente a la abrumadora demanda del Apple iPad 2, la Streak 7 tuvo valoraciones malas comparada con otras tabletas como la Samsung Galaxy Tab.
InfoWorld ha sugerido que Dell trató a Streak como un Frankenphone business, donde los OEM ven a las tabletas como una oportunidad de baja inversión a corto plazo que ejecuta el sistema operativo Android, pero este enfoque descuidó la interfaz de usuario y no logró ganar atracción en el mercado a largo plazo con consumidores.
El Samsung Galaxy Note con pantalla Super AMOLED de 5.3 pulgadas se lanzó por primera vez en Alemania a fines de octubre de 2011 y recibió críticas positivas, pero con la excepción de que los usuarios se verían como tontos si se lo acercaran a la cara para atender una llamada.

## Modelos[32]
- Dell Streak 5: el modelo inicial
- Dell Streak 7:[33] El Dell Streak 7 es una actualización del Dell Streak 5 que se lanzó en agosto de 2010. Ofrece un procesador actualizado, utilizando el procesador de doble núcleo Tegra 2 250 T20 de NVIDIA. El Dell Streak 7 también actualiza la cámara frontal a 1,3 MP sobre la cámara VGA de 0,3 MP en el Streak 5. El espacio de almacenamiento también se actualizó con 16 GB de almacenamiento integrado. La versión 4G se conecta a la red 4G HSPA+ de T-Mobile. A pesar del tamaño más grande, Dell Streak 7 no mejora la resolución, dejándola en 800x480.
- Dell Streak 10: versión de 10 pulgadas de la Dell Streak 7